# Persone di nome Sebastián/Calciatori
| Questa pagina contiene informazioni ricavate automaticamente dalle voci biografiche con l'ausilio del template Bio e di un bot. L'aggiornamento è periodico e automatico e ricostruisce completamente la pagina. Se manca una persona in questa lista, sei pregato di non aggiungerla, ma accertati piuttosto che la sua voce biografica contenga il template Bio e che i dati anagrafici siano correttamente compilati. Se il template Bio manca, inseriscilo tu stesso o, in alternativa, metti l'avviso {{tmp\|Bio}} che ne segnala la mancanza. Se i dati riportati sono sbagliati, correggi direttamente la voce biografica; le modifiche saranno visibili in questa lista entro pochi giorni. Per chiarimenti vedi il progetto antroponimi. La lista contiene solo le 106 persone che sono citate nell'enciclopedia e per le quali è stato implementato correttamente il template Bio. Pagina aggiornata al 16 ott 2024. |

Questa è una lista di persone presenti nell'enciclopedia che hanno il nome Sebastián e sono calciatori.

## A(3)
- Sebastián Alabanda, calciatore spagnolo (Posadas, n. 1950 - Siviglia, † 2014)
- Sebastián Anchoverri, calciatore argentino (Lomas de Zamora, n. 1991)
- Sebastián Aranda, calciatore peruviano (Callao, n. 2003)

## B(6)
- Sebastián Balsas, ex calciatore uruguaiano (Montevideo, n. 1986)
- Sebastián Bartolini, ex calciatore argentino (Álvarez, n. 1982)
- Sebastián Bértoli, ex calciatore argentino (Paraná, n. 1977)
- Sebastián Blanco, calciatore argentino (Lomas de Zamora, n. 1988)
- Sebastián Britos, calciatore uruguaiano (Minas, n. 1988)
- Sebastián Bueno, ex calciatore argentino (Junín, n. 1981)

## C(13)
- Sebastián Caballero, calciatore argentino (Santa Fe, n. 1992)
- Sebastián Cardozo, calciatore uruguaiano (Montevideo, n. 1995)
- Sebastián Carrera, ex calciatore argentino (Buenos Aires, n. 1978)
- Sebastián Coates, calciatore uruguaiano (Montevideo, n. 1990)
- Sebastián Cobelli, ex calciatore argentino (Rosario, n. 1978)
- Sebastián Cocimano, calciatore argentino (La Plata, n. 2000)
- Sebas Coris, calciatore spagnolo (Tossa de Mar, n. 1993)
- Ismael Cortéz, calciatore argentino (Mendoza, n. 2000)
- Sebastián Cristóforo, calciatore uruguaiano (Montevideo, n. 1993)
- Sebastián Cruzado, ex calciatore spagnolo (Huelva, n. 1965)
- Sebastián Cuerdo, ex calciatore argentino (Sumampa, n. 1986)
- Sebastián Cáceres, calciatore uruguaiano (Montevideo, n. 2000)
- Sebastián Cáceres, calciatore uruguaiano (Montevideo, n. 1999)

## D(5)
- Sebastián D'Angelo, calciatore argentino (San Carlos de Bariloche, n. 1989)
- Sebastián Domínguez, ex calciatore argentino (Buenos Aires, n. 1980)
- Sebastián Driussi, calciatore argentino (Buenos Aires, n. 1996)
- Sebastián Dubarbier, ex calciatore argentino (La Plata, n. 1986)
- Sebastián de Marco, calciatore uruguaiano (Montevideo, n. 2002)

## E(2)
- Sebastián Eguren, ex calciatore uruguaiano (Montevideo, n. 1981)
- Sebastián Ereros, ex calciatore argentino (Caseros, n. 1985)

## F(4)
- Sebastián Bruno Fernández, calciatore uruguaiano (Montevideo, n. 1985)
- Sebastián Mauricio Fernández, calciatore uruguaiano (Montevideo, n. 1989)
- Sebastián Figueredo, calciatore uruguaiano (Montevideo, n. 2001)
- Sebastián Fleitas, calciatore paraguaiano (Asunción, n. 1947 - Madrid, † 2000)

## G(12)
- Sebastián Galani, calciatore cileno (Coquimbo, n. 1997)
- Sebastián Gallegos, calciatore uruguaiano (Treinta y Tres, n. 1992)
- Sebastián Gamarra, calciatore boliviano (Tarija, n. 1997)
- Sebastián Gómez, calciatore andorrano (Montevideo, n. 1983)
- Sebastián González, calciatore ecuadoriano (n. 2003)
- Sebastián González, calciatore uruguaiano (San Carlos, n. 2000)
- Sebastián Gonzales, calciatore peruviano (Lima, n. 1999)
- Sebastián González, ex calciatore cileno (Viña del Mar, n. 1978)
- Sebastián Gorga, calciatore uruguaiano (Montevideo, n. 1994)
- Sebastián Guerrero, calciatore uruguaiano (Maldonado, n. 2000)
- Sebastián Guzmán, calciatore colombiano (Ibagué, n. 1997)
- Sebastián Gómez Londoño, calciatore colombiano (Girardota, n. 1996)

## H(2)
- Sebastián Hernández, calciatore colombiano (Medellín, n. 1986)
- Sebastián Herrera Cardona, calciatore colombiano (Antioquia, n. 1995)

## I(1)
- Sebastián Ibars, calciatore argentino (Formosa, n. 1986)

## J(2)
- Sebastián Jaime, ex calciatore argentino (La Plata, n. 1987)
- Sebastián Jurado, calciatore messicano (Veracruz, n. 1997)

## L(6)
- Sebastián Leto, ex calciatore argentino (Alejandro Korn, n. 1986)
- Sebastián Leyton, calciatore cileno (Curicó, n. 1993)
- Sebastian Lletget, calciatore statunitense (San Francisco, n. 1992)
- Sebastián Lomónaco, calciatore argentino (Avellaneda, n. 1998)
- Sebastián Losada, ex calciatore spagnolo (Madrid, n. 1967)
- Sebastián Luna, calciatore argentino (General Belgrano, n. 1987)

## M(13)
- Sebastián Marroche, calciatore uruguaiano
- Sebastián Martelli, calciatore argentino (Buenos Aires, n. 1996)
- Sebastián Martínez, calciatore cileno (Santiago del Cile, n. 1993)
- Sebastián Matos, calciatore argentino (Castelli, n. 1984)
- Sebastián Medina, calciatore argentino (Clorinda, n. 2000)
- Sebastián Melgar, calciatore boliviano (n. 2001)
- Sebastián Méndez, calciatore cileno (Villa Alemana, n. 1986)
- Gastón Merlo, calciatore argentino (Jovita, n. 1985)
- Sebastián Meza, calciatore argentino (Oberá, n. 2000)
- Sebastián Miranda, ex calciatore cileno (Las Condes, n. 1980)
- Sebastián Montesinos, ex calciatore cileno (Santiago del Cile, n. 1986)
- Sebastián Morquio, ex calciatore uruguaiano (Montevideo, n. 1976)
- Sebastián Moyano, calciatore argentino (Mendoza, n. 1990)

## N(2)
- Sebastián Navarro, calciatore argentino (El Bolsón, n. 1988)
- Sebastián Nayar, calciatore argentino (Buenos Aires, n. 1988)

## O(1)
- Sebastián Ontoria, calciatore spagnolo (San Sebastián, n. 1920 - San Sebastián, † 2004)

## P(12)
- Sebastián Palacios, calciatore argentino (San Miguel de Tucumán, n. 1992)
- Sebastián Pardo, ex calciatore cileno (Quillota, n. 1982)
- Sebastián Pena, ex calciatore argentino (Buenos Aires, n. 1976)
- Sebastián Penco, calciatore argentino (Morón, n. 1983)
- Sebastián Peratta, ex calciatore argentino (Buenos Aires, n. 1976)
- Sebastián Pinto, ex calciatore cileno (Santiago del Cile, n. 1986)
- Sebastián Prediguer, calciatore argentino (Crespo, n. 1986)
- Sebastián Prieto, calciatore argentino (San Francisco Solano, n. 1993)
- Sebastián Páez, ex calciatore cileno (La Serena, n. 1986)
- Sebastián Pérez Cardona, calciatore colombiano (Medellín, n. 1993)
- Sebastián Pérez Kirby, calciatore cileno (Viña del Mar, n. 1990)
- Sebastián Píriz, calciatore uruguaiano (Montevideo, n. 1990)

## R(7)
- Sebastián Ribas, calciatore uruguaiano (Montevideo, n. 1988)
- Sebastián Rincón, calciatore colombiano (Cali, n. 1994)
- Sebastián Rocco, calciatore cileno (San Felipe, n. 1983)
- Sebastián Javier Rodríguez, calciatore uruguaiano (Canelones, n. 1992)
- Sebastián Rosano, ex calciatore uruguaiano (Rivera, n. 1987)
- Sebastián Rozental, ex calciatore cileno (Santiago del Cile, n. 1976)
- Sebastián Rusculleda, ex calciatore argentino (Laboulaye, n. 1985)

## S(6)
- Sebastián Salazar, calciatore colombiano (Bogotà, n. 1995)
- Sebastián Sciorilli, ex calciatore argentino (Buenos Aires, n. 1989)
- Sebastián Setti, ex calciatore argentino (Caseros, n. 1984)
- Sebastián Silva Pérez, calciatore cileno (Santiago del Cile, n. 1991)
- Sebastián Sirni, calciatore argentino (n. 1912)
- Sebastián Sosa Sánchez, calciatore uruguaiano (Melo, n. 1994)

## T(4)
- Sebastián Taborda, ex calciatore uruguaiano (Montevideo, n. 1981)
- Sebastián Tagliabúe, calciatore argentino (Olivos, n. 1985)
- Sebastián Toro, ex calciatore cileno (Santiago del Cile, n. 1990)
- Sebastián Torrico, ex calciatore argentino (Mendoza, n. 1980)

## U(1)
- Sebastián Ubilla, calciatore cileno (Quilpué, n. 1990)

## V(4)
- Sebastián Varas, calciatore cileno (Viña del Mar, n. 1988)
- Sebastián Vegas, calciatore cileno (Santiago del Cile, n. 1996)
- Sebastián Velásquez, calciatore colombiano (Medellín, n. 1991)
- Sebastián Villa, calciatore colombiano (Bello, n. 1996)